# Ментелин, Иоганн

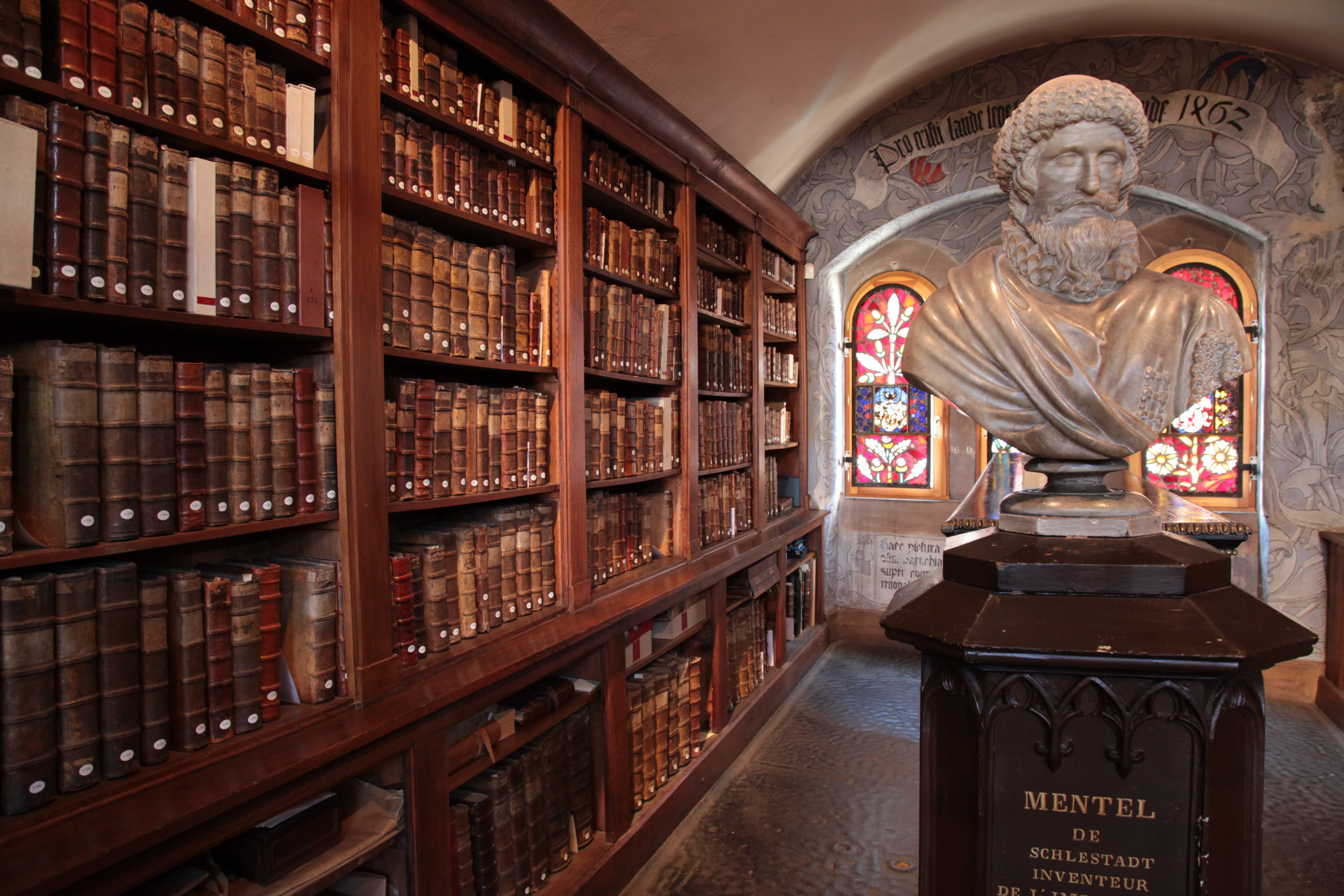
Бюст Ментелина в интерьере Гуманистической библиотеки Селесты

Иога́нн Менте́лин (ок. 1410 года, Шлеттштадт (ныне Селеста) — 12 декабря 1478, Страсбург) — один из первых немецких книгопечатников, книготорговец. Напечатал первую Библию на немецком языке (так называемая Библия Ментелина, 1466).

## Биография
В 1447 году Иоганн Ментелин стал гражданином Страсбурга. Он был каллиграфом-переписчиком, работал епископским нотариусом. Точно неизвестно, где и когда он обучался книгопечатанию. В конце 1450-х годов, когда Ментелин основал типографию в Страсбурге, книгопечатание было известно только в Майнце. Возможно, Ментелин учился там, или получил знания через посредника из Майнца. Последним может быть другой страсбургский книгопечатник, Генрих Эггештайн.
Первым изданием, где упоминается имя печатника Ментелина, стал трактат Августина Блаженного «Об искусстве проповеди» (Tractatus de arte praedicandi, 1465). Однако, предполагается, что Ментелин начал печатать книги несколько раньше, возможно, уже в 1458 году. Старейшей из приписываемых ему книг является 49-строчная Библия на латыни (так называемая, «B49»). Первый том Библии датируется 1460-м годом. Так как Гутенберг печатал Библию в 42 строки, то первая Библия Ментелина содержала меньше страниц, а, следовательно, получилась удобнее.
Иоганн Ментелин быстро достиг успеха в своем деле. В 1466 году император Фридрих III пожаловал ему дворянство и герб. 12 декабря 1478 года, проработав 20 лет книгопечатником, Ментелин умер. Сперва он был похоронен на кладбище часовни Св. Михаила (ныне не существует). Сейчас его могила находится в Страсбургском соборе. Две его дочери вышли замуж за книгопечатников Мартина Шотта и Адольфа Руша. Последний принял руководство типографией Ментелина.

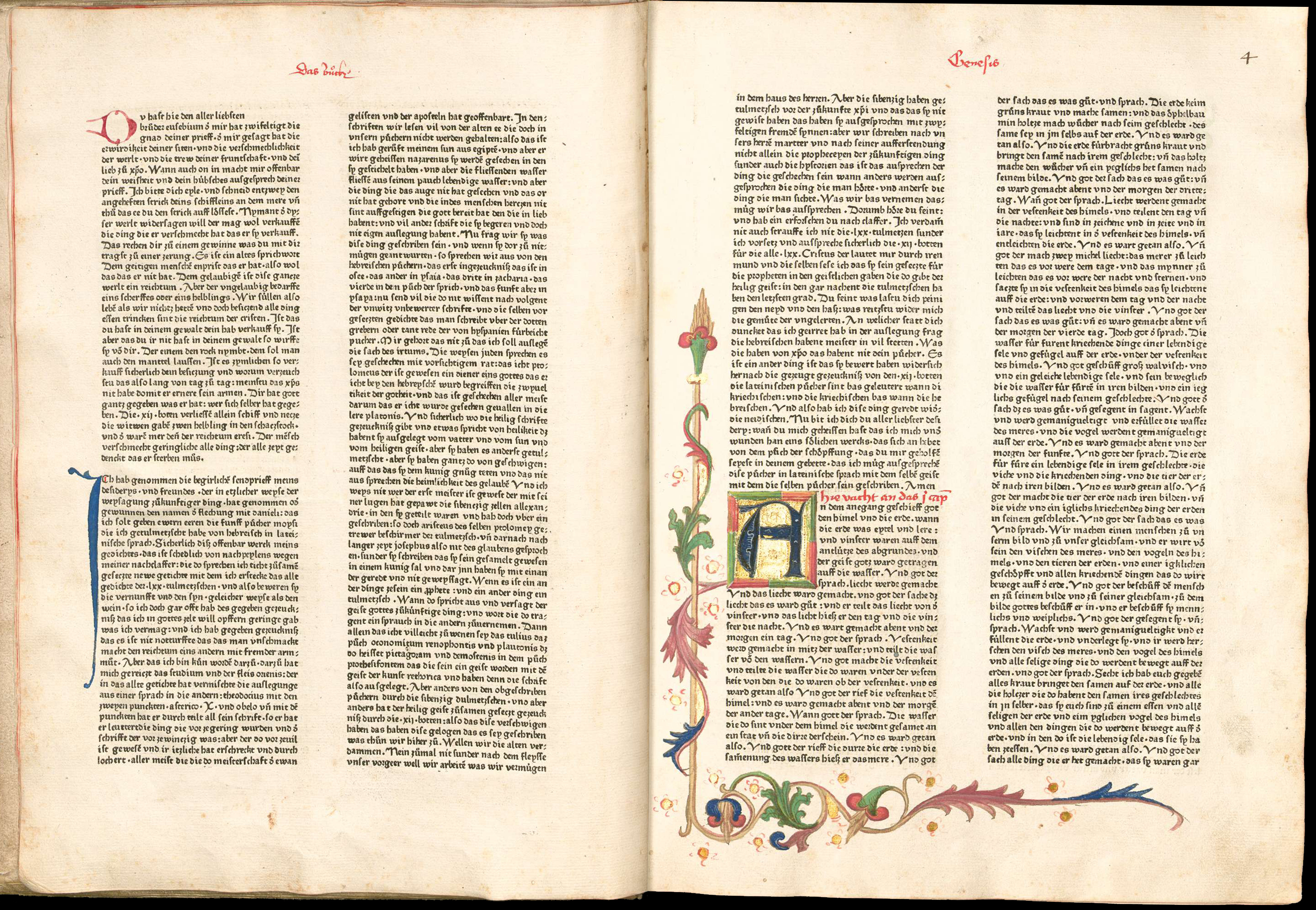
Разворот из Библии Ментелина (1466).

## Труды
Типографии Ментелина приписывается около 40 изданий. В первую очередь это теологические и философские труды на латыни. Высокое качество подготовки этих текстов говорит о том, что над ними работали ученые корректоры. Ментелин издал труды Блаженного Августина, Фомы Аквинского, Аристотеля, Иоанна Златоуста, Исидора Севильского, Альберта Великого. Кроме того, в типографии вышли труды Вергилия и Теренция. Ментелин издавал и средневековую куртуазную литературу — например, «Парцифаля» Вольфрама фон Эшенбаха и «Младший титурель» Альбрехта фон Шарфенберга.
Среди его работ выделяется первая Библия на народном языке. Это была и одна из первых книг на немецком. Она переиздавалась другими печатниками ещё 13 раз — до тех пор, пока не появилась Библия в переводе Лютера.